# Kloster Ahrensbök
Das Kloster Ahrensbök war eine Kartause des Kartäuserordens in Ahrensbök in Holstein. Der Konvent bestand vom 9. Dezember 1397 bis zum 27. Januar 1564.

## Geschichte

### Vorgeschichte
Die Geschichte des Klosters geht auf ein Gelübde der Holsteiner Grafen Heinrich II., Nikolaus und Adolf VII. zurück, die 1357 als Dank für die Rückgewinnung der Insel Fehmarn gelobten, der Jungfrau Maria ein Jungfrauenkloster zu stiften. Es blieb bei der Absichtserklärung, bis der Lübecker Domherrn Jacob Krumbek 1386/87 in Übereinkunft mit Adolf VII. eine Stiftung zugunsten des noch zu gründenden Jungfrauenklosters machte und daraufhin mit dem Bau der Klostergebäude begonnen wurde. Nach dem Tod von Graf Adolf 1390 entschied sich Gerhard VI. von Holstein-Rendsburg als Nachfolger jedoch, statt eines Frauenklosters Augustinereremiten anzusiedeln, worauf Krumbek drohte, seine Stiftung zurückzuziehen. 1397 einigten sich Gerhard VI., der Lübecker Bischof Eberhard von Attendorn und der Testamentvollstrecker des mittlerweile verstorbenen Krumbek, der Lübecker Domherr Albert Rodenborch, schließlich auf die Gründung eines Kartäuserklosters. Die Brüder Gerhards, Albrecht II. und Heinrich III., stimmten ebenfalls der Errichtung eines Kartäuserklosters zu. Die Gründung erfolgte in Anwesenheit der Prioren der Kartausen in Erfurt, Hildesheim und Eisenach, Herzog Gerhards, des Lübecker Bischofs Eberhard und der Testamentsvollstrecker Krumbeks am 9. Dezember 1397. Die päpstliche Genehmigung der Umwandlung des geplanten Nonnenklosters in eine Kartause, die nötig war, da Krumbeks Stifterwillen posthum nicht entsprochen wurde, erfolgte erst im folgenden Jahr durch einen Beauftragten Papst Bonifatius’ IX. in Rom, der wiederum den Lübecker Bischof Eberhard mit der Ausführung beauftragte.

### Klosterzeit
1399 erhielt die Kartause „Templum Beatae Mariae“ vom Lübecker Bischof Eberhard von Attendorn mit Johann von Hoya den ersten Prior. Die Besiedlung erfolgte aus den Kartause Erfurt, Hildesheim und Würzburg. Die in unmittelbarer Nähe liegende, 1328 gestiftete Pfarr- und Wallfahrtskirche St.-Marien wurde dem neuen Kloster inkorporiert. Nach dem Tod des letzten Ortspriesters Hinrich Mewes 1408 und der endgültigen Inkorporation der Pfarrkirche in das Kloster bestimmten die Kartäuser selbst den örtlichen Pfarrer, der weder Angehöriger der Klostergemeinschaft noch des Ordens war, und übernahmen damit Verantwortung für die Seelsorge der Einwohner des Kirchspiels.
Die Fertigstellung der Klostergebäude wurde durch einen Ablass und von Wallfahrern zu einem angeblich wundertätigen Marienbild mitfinanziert.
Zwar durften die Kartäuser nach einer Bestimmung vom 20. Mai 1397 kein weiteres Land im Herzogtum Holstein käuflich erwerben, Schenkungen waren jedoch von dieser Regelung nicht betroffen. Ab 1413 billigten die Landesherren auch Landkäufe, wobei sie sich ein Wiederkaufsrecht vorbehielten. So vermehrte sich der Grundbesitz des Klosters schnell. Das weitgehend geschlossene Klostergut umfasste mehr als vierzig Ortschaften und reichte bis nach Scharbeutz an der Lübecker Bucht. Darüber hinaus erhielt das Kloster sogar Einkünfte aus Fehmarn. Der überwiegende Teil der Ländereien des Klosters musste verpachtet werden, da der Konvent aufgrund der Ordensbestimmungen lediglich einen Bruchteil für den Eigenbedarf bewirtschaften konnte. 1460 verzichtete Christian I. großteilig auf die Wiederkaufsrechte.
Das Kloster besaß in Lübeck ein Stadthaus in der Dankwartsgrube Nr. 12 und zumindest um 1538 ebenso in Burg auf Fehmarn.
Seit 1463 verband die Ahrensböker Kartäuser eine Gebetsverbrüderung mit der Kartause Marienehe bei Rostock.
Das verhältnismäßig abgelegene Kloster diente den Landesherren und anderen hochgestellten Personen bei Reisen als Absteige, wobei die Kosten allein vom Kloster zu tragen waren. Auch den mitreisenden Tross hatte das Kloster zu versorgen. Diese Pflichten führten bei gleichzeitigem Sinken der Einnahmen aus den Ländereien in der Mitte des 16. Jahrhunderts zu erheblichen finanziellen Schwierigkeiten. Dazu trug auch die erstmalige Besteuerung geistlichen Besitzes durch König Friedrich I. seit 1526 bei. Im Zuge der Grafenfehde 1534 wurde das Kloster durch Marx Meyer und seine Lübecker Soldaten gebrandschatzt.
König Christian III. hatte bereits 1542 eine lutherische Kirchenordnung für Schleswig-Holstein erlassen, die die Reformation im Lande einführte, den Feldklöstern wie Ahrensbök jedoch zunächst den Fortbestand sicherte. So konnte die Ahrensböker Kartause trotz aller Belastungen und zunehmender Verschuldung noch über zwanzig Jahre weiter bestehen und auch vertriebene Mönche aus anderswo aufgelösten Klöstern aufnehmen. Königlichen Aufforderungen, die Heilige Messe und die Ordensgewänder aufzugeben, kamen die Mönche nicht nach. Erst die Landesteilung 1564 führte zur Auflösung des Klosters.

### Nach der Reformation
Bei der Landesteilung 1564 fiel das Kloster an Herzog Johann den Jüngeren von Schleswig-Holstein-Sonderburg, der das aus dem Klosterland gebildete Amt Ahrensbök zunächst seiner Mutter Dorothea von Sachsen-Lauenburg als Teil ihres Wittums überließ. Im Jahr 1565 verließen die beiden letzten Mönche das Kloster. Einer der beiden, der als Urkundenfälscher gesuchte Heinrich Breide, verkaufte Kelche und vom Kloster bereits verpfändete Kaseln und konnte sich damit mehrere Vikarien am Lübecker Dom und weiteren, inzwischen evangelischen Kirchen in Lübeck kaufen.
1584 ließ Herzog Johann die Klostergebäude abbrechen. Nur die Kirche blieb als Gemeindekirche des Ortes Ahrensbök erhalten. Das so gewonnene Baumaterial wurde in der Zeit von 1593 bis 1601 zur Errichtung eines Schlosses in Ahrensbök verwandt. Schloss Hoppenbrook war von 1623 bis 1636 Residenz des durch Erbteilung entstandenen abgeteilten Herzogtums Schleswig-Holstein-Sonderburg-Plön. Das Herzogtum bestand von 1623 bis zum Tod von Herzog Friedrich Karl (1706–1761); danach fiel das Territorium an das dänische Königshaus. Herzog Joachim Ernst (1623–1671) ließ das Schloss Plön neu errichten. Nach dessen Fertigstellung wurde die Residenz von Ahrensbök nach Plön verlegt. Schloss Hoppenbrook wurde zum Witwensitz. Nach dem Tod der Herzogin Juliane Luise, der Witwe von Herzog Joachim Friedrich, im Jahr 1740 wurde es abgerissen. Heute steht an der Stelle das Rathaus der Gemeinde Ahrensbök in einer Parkanlage, die die Gräben der früheren Schlossanlage noch erkennen lässt.

## Klosterkirche

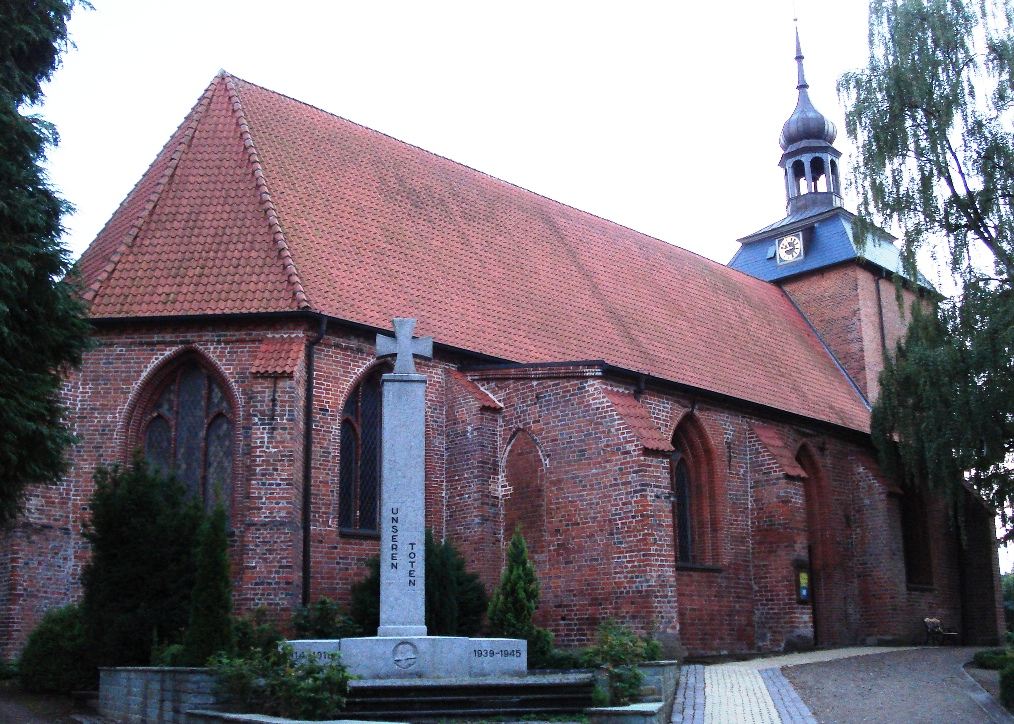
Die Marienkirche in Ahrensbök

Einziges erhaltenes Gebäude aus der Kartäuserzeit ist die backsteingotische Kirche von Ahrensbök, die Johann III. von Holstein-Kiel 1328 anstelle der älteren Marien-Kapelle aus dem späten 13. Jahrhundert stiftete. 1397 bis 1408 wurden Kirche und Kirchspiel der Kartause Ahrensbök inkorporiert. Der rechteckige Bau der Pfarrkirche aus der Zeit um 1328 (10,15 × 14,15 m) wurde zur Klosterkirche und der neuen Nutzung entsprechend um 1400 um einen Langchor (10,15 × 18 m) aus zwei gewölbten Jochen und 5/8-Chor nach Osten erweitert. Der ältere Bau und der Chor sind durch einen spitzen Scheidbogen getrennt, an dem sich einstmals auch der für den Orden zu erwartende Lettner oder eine Chorschranke befunden haben mag. Aus der Bauphase nach der Klostergründung stammen auch zwei Kapellenjoche, die nördlich an den Chor anschließen. Diese nördlichen Anbauten wurden um 1485 nach Westen um ein Joch, die Marienkapelle, erweitert. Diese Kapelle war durch ein eigenes, heute zugemauertes Portal von Westen erschlossen. Alle Gebäudeteile werden von einem gemeinsamen Satteldach geschlossen. Dies erklärt die gedrungene Form der Gewölbe im Chor, da sie sich der Höhe des westlichen Gebäudeteils angleichen mussten. Der Dachstuhl im Westen ist mittelalterlich. Über dem Chor ist er im Zuge einer Sanierung der Chorgewölbekappen 1751 erneuert worden, was sich mit dem dendrochronologischen Datum um 1745 deckt.
In den Chor der Klosterkirche fällt durch fünf dreibahnige Fenster Licht. Hierfür stifteten Herzog Albrecht III. von Mecklenburg und seine Gemahlin Agnes († 1410) noch während der Bauphase um 1400 ein Kirchfenster. Ebenso gaben Christian I. und Dorothea von Brandenburg sowie Magnus II. von Mecklenburg Geld für Fenster. Auch der Lübecker Arzt Dietrich Schonewedder stiftete neben dem Bau von drei Mönchszellen ein Chorfenster mit seinem Wappen und ließ sich prominent im Chor unter dem glockentragenden Dachreiter bestatten.
Der Turm wurde erst 1760/61 im Westen angefügt und wird über dem Portal durch eine Sandsteintafel mit einer Rokoko-Inschrift geziert.

## Klausurgebäude
Der Konventsbereich schloss vermutlich nach Süden direkt an die Kirche an und konnte vermutlich über das heute zugemauerte Spitzbogenportal in der Chorsüdwand erreicht werden.
Ca. 6 m nordwestlich des barocken Turms wurde ein Brunnen ergraben.
Über die Wirtschaftsgebäude ist archivalisch bekannt, dass Albert Rodenborch 1422 durch eine Stiftung die Errichtung der Klosterküche sowie eines Brau- und Backhauses ermöglichte.
1584 ließ Herzog Johann der Jüngere von Schleswig-Holstein-Sonderburg die Klostergebäude bis auf die Kirche abbrechen und verwendete das Baumaterial für den Bau des Schlosses in Ahrensbök.

## Prioren
Gelistet sind die Prioren des Klosters, soweit sie archivalisch fassbar sind:
- Johannes von Hoya (1398/99–1407)
- Hinrich (1408–1413)
- Gottfried Basedow (1413–1437/38)
- Paul Grambeck (1438–1453)
- Gregor (1453–1465)
- Peter (1465–1466?)
- Johannes Stenwech (1466)
- Nikolaus Kannen (1466–1470?)
- Georg (1475)
- Johannes Cordes (1478–1483?)
- Johannes Sasse (1483/84)
- Georg (1484–1492)
- Bertold Jebe (1492–1493)
- Stephan Zerrentin (1494–1500)
- Dietrich (1500–1502)
- Johannes Voß (1502–1503)
- Bertholdus Jebe (1503–1504)
- Arnold Landmann (1505–1508)
- Stephan Zerrentin (1508–1512)
- Johannes von Greben (1513–1517)
- Johannes Wickboldt (1518–1527)
- Wilhelm (1528–1532)
- Petrus Arthiehusen (1533–1537)
- Henning Sangmester (1538–1564)